# 피터 잭슨
피터 잭슨 경(영어: Sir Peter Robert Jackson, ONZ, KNZM, 1961년 10월 31일 ~ )은 뉴질랜드의 영화 감독, 각본가, 영화 프로듀서이다. J. R. R. 톨킨의 소설을 원작으로 한 《반지의 제왕 영화 3부작》(2001년~2003년)의 감독으로 가장 유명하다. 2005년에는 1933년작 킹콩의 리메이크작 《킹콩(2005)》의 감독을 맡았다.
2004년 제76회 아카데미 시상식에서 작품상, 감독상, 각색상을 수상했다. 《고무 인간의 최후》(Bad Taste, 1987)가 공식적인 데뷔작이며 현재 호빗: 다섯 군대 전투(The Hobbit: The Battle of the Five Armies, 2014)에 이르기까지 14편의 장편영화를 연출하였다.
2010년 뉴질랜드 정부로부터 뉴질랜드 공로 훈장 2등급을 받아 기사에 서임됐으며(Knighthood), 2012년에는 뉴질랜드 최고 훈장인 뉴질랜드 훈장(Order of New Zealand)을 받았다.

## 프로필
- 본명: Peter Robert Jackson
- 가족사항: 아내 프랜 월시, 아들 빌리 잭슨, 딸 케이티 잭슨
- 데뷔: 1987년 영화 《고무 인간의 최후(Bad Taste)》 연출
- 별명: PJ

## 작품 활동
| 연도 | 제목                                          | 참여      | 참여   | 참여           | 참여                                                                         | 참여 |
| 연도 | 제목                                          | 영화 감독 | 각본가 | 영화 프로듀서  | 배역                                                                         |      |
| ---- | --------------------------------------------- | --------- | ------ | -------------- | ---------------------------------------------------------------------------- | ---- |
| 1976 | The Valley (단편)                             | 예        | 예     | 예             | 탐사가 #4 (촬영, 편집, 메이크업, 의상, 특수효과 감독으로서도 참여)           |      |
| 1987 | 고무 인간의 최후                              | 예        | 예     | 예             | 데릭, 로버트 (1인 2역) (편집, 메이크업, 특수효과 감독으로서도 참여)          |      |
| 1989 | 미트 더 피블스                                | 예        | 예     | 예             | "Bad taste" 가면을 쓴 관객 (카메라, 인형 제작으로도 참여)                    |      |
| 1992 | Valley of the Stereos (단편)                  | No        | No     | 예             |                                                                              |      |
| 1992 | 데드 얼라이브 (aka Dead Alive)                | 예        | 예     | No             | 언더데이커의 조수 (카메오) (스톱 모션 애니메이터로도 참여)                   |      |
| 1994 | 천상의 피조물                                 | 예        | 예     | 예             | 극장밖의 부랑자 (크레딧되지 않은 카메오)                                     |      |
| 1995 | Forgotten Silver                              | 예        | 예     | No             | 피터 잭슨                                                                    |      |
| 1996 | Jack Brown Genius                             | No        | 예     | 예             |                                                                              |      |
| 1996 | 프라이트너                                    | 예        | 예     | 예             | 피어싱한 남자 (크레딧되지 않은 카메오)                                       |      |
| 2001 | 반지의 제왕: 반지 원정대                      | 예        | 예     | 예             | 당근을 먹고 있는 알버트 드레어리/붕고 배긴스의 그림 (크레딧되지 않은 카메오) |      |
| 2002 | 반지의 제왕: 두 개의 탑                       | 예        | 예     | 예             | 헬름 딥에서 창을 던지는 로한 전사 (크레딧되지 않은 카메오)                   |      |
| 2003 | 반지의 제왕: 왕의 귀환                        | 예        | 예     | 예             | 갑판을 걷고 있는 움바 해적 (크레딧되지 않은 카메오)                          |      |
| 2003 | The Long and Short of It (단편)               | No        | No     | 예 (executive) | 버스 운전사                                                                  |      |
| 2005 | Lord of the Brush                             | No        | No     | No             | 피터 잭슨                                                                    |      |
| 2005 | 킹콩 (2005년 영화)                            | 예        | 예     | 예             | 비행기 사수 (카메오)                                                         |      |
| 2007 | 뜨거운 녀석들                                 | No        | No     | No             | 도둑 (크레딧되지 않은 카메오)                                                |      |
| 2007 | 안투라지 (TV series) (episode: "Gary's Desk") | No        | No     | No             | 피터 잭슨                                                                    |      |
| 2008 | Crossing the Line (단편)                      | 예        | 예     | No             |                                                                              |      |
| 2008 | 오스트레일리아 전쟁기념관 (단편)              | 예        | 예     | 예             |                                                                              |      |
| 2009 | 디스트릭트 9                                  | No        | No     | 예             |                                                                              |      |
| 2009 | 러블리 본즈                                   | 예        | 예     | 예             | 약국에 있는 남자 (크레딧되지 않은 카메오)                                    |      |
| 2011 | 틴틴: 유니콘호의 비밀                         | No        | No     | 예             |                                                                              |      |
| 2012 | West of Memphis                               | No        | No     | 예             |                                                                              |      |
| 2012 | 호빗: 뜻밖의 여정                             | 예        | 예     | 예             | 스마우그에서 도망친 드워프 (크레딧되지 않은 카메오)                          |      |
| 2013 | The Five(ish) Doctors Reboot                  | No        | No     | No             | 피터 잭슨 (카메오)                                                           |      |
| 2013 | 호빗: 스마우그의 폐허                         | 예        | 예     | 예             | 당근을 먹고 있는 알버트 드레어리 (크레딧되지 않은 카메오)                    |      |
| 2014 | 호빗: 다섯 군대 전투                          | 예        | 예     | 예             | 붕고 배긴스의 그림 (크레딧되지 않은 카메오)                                  |      |
| 2018 | 모털 엔진                                     | No        | 예     | 예             |                                                                              |      |

### 감독
개별 작품에 대한 링크는 IMDb로 연결됨
- 《더 밸리 (The Valley)》 (1976)
- 《고무 인간의 최후 (Bad Taste)》 (1987)
- 《미트 더 피블스 (Meet the Feebles)》 (1989)
- 《데드 얼라이브 (Braindead)》 (1992)
- 《천상의 피조물 (Heavenly Creatures)》 (1994)
- 《포가튼 실버 (Forgotten Silver)》 (1995)
- 《프라이트너 (The Frighteners)》 (1996)
- 《반지의 제왕: 반지 원정대 (The Lord of the Rings: The Fellowhip of the Ring)》 (2001)
- 《반지의 제왕: 두 개의 탑 (The Lord of the Rings: The Two Towers)》 (2002)
- 《반지의 제왕: 왕의 귀환 (The Lord of the Rings: Return of the King)》 (2003)
- 《킹콩 (King Kong)》 (2005)
- 《러블리 본즈 (The Lovely Bones)》 (2009)
- 《호빗: 뜻밖의 여정 (The Hobbit: An Unexpected Journey)》 (2012)
- 《호빗: 스마우그의 폐허 (The Hobbit: The Desolation of Smaug)》 (2013)
- 《호빗: 다섯 군대 전투 (The Hobbit: The Battle of the Five Armies)》 (2014)

### 제작
개별 작품에 대한 링크는 IMDb로 연결됨
- 《고무 인간의 최후 (Bad Taste)》 (1987)
- 《미트 더 피블스 (Meet the Feebles)》 (1989)
- 《천상의 피조물 (Heavenly Creatures)》 (1994)
- 《포가튼 실버 (Forgotten Silver)》 (1995)
- 《프라이트너 (The Frighteners)》 (1996)
- 《반지의 제왕: 반지 원정대 (The Lord of the Rings: The Fellowhip of the Ring)》 (2001)
- 《반지의 제왕: 두 개의 탑 (The Lord of the Rings: The Two Towers)》 (2002)
- 《러블리 본즈 (The Lovely Bones)》 (2009)
- 《디스트릭트 9 (District 9)》 (2009)
- 《호빗 (The Hobbit)》 (2010)

### 각본
개별 작품에 대한 링크는 IMDb로 연결됨
- 《고무 인간의 최후 (Bad Taste)》 (1987)
- 《미트 더 피블스 (Meet the Feebles)》 (1989)
- 《데드 얼라이브 (Braindead)》 (1992)
- 《잭 브라운 지니어스 (Jack Brown Genius)》 (1994)
- 《천상의 피조물 (Heavenly Creatures)》 (1994)
- 《포가튼 실버 (Forgotten Silver)》 (1995)
- 《프라이트너 (The Frighteners)》 (1996)
- 《반지의 제왕: 반지 원정대 (The Lord of the Rings: The Fellowhip of the Ring)》 (2001)
- 《반지의 제왕: 두 개의 탑 (The Lord of the Rings: The Two Towers)》 (2002)
- 《반지의 제왕: 왕의 귀환 (The Lord of the Rings: Return of the King)》 (2003)
- 《킹콩 (King Kong)》 (2005)
- 《러블리 본즈 (The Lovely Bones)》 (2009)

## 상훈
- 2015년 제41회 새턴상 최우수 판타지영화상 (호빗: 다섯 군대 전투)
- 2013년 NME 어워드 최우수 영화상 (호빗: 뜻밖의 여정)
- 2012년 뉴질랜드 훈장(ONZ)[3]
- 2010년 뉴질랜드 공로 훈장 2등급(KNZM, 기사작위급)으로 승급[1]
- 2007년 주피터 어워드(독일어: Der Jupiter-Award) 외국감독상 (킹콩)
- 2006년 제32회 새턴상 최우수 감독상 (킹콩)
- 2005년 제31회 새턴상 최우수 DVD/BD 스페셜 에디션상 (반지의 제왕: 왕의 귀환)
- 2004년 제30회 새턴상 최우수 판타지영화상 (반지의 제왕: 왕의 귀환)
- 2004년 제13회 MTV 무비 & TV 어워드 올해의 영화상 (반지의 제왕: 왕의 귀환)
- 2004년 제56회 미국 감독 조합상(Directors Guild of America Award) 영화부문 감독상 (반지의 제왕: 왕의 귀환)
- 2004년 제15회 미국 프로듀서 조합상(Producers Guild of America Award) 영화부문 프로듀서상 (반지의 제왕: 왕의 귀환)
- 2004년 온라인 영화 비평가 협회상 감독상 (반지의 제왕: 왕의 귀환)
- 2004년 제76회 아카데미 시상식 감독상 (반지의 제왕: 왕의 귀환)
- 2004년 제76회 아카데미 시상식 작품상 (반지의 제왕: 왕의 귀환)
- 2004년 제76회 아카데미 시상식 각색상 (반지의 제왕: 왕의 귀환)
- 2004년 제57회 영국 아카데미 시상식 작품상 (반지의 제왕: 왕의 귀환)
- 2004년 제57회 영국 아카데미 시상식 각색상 (반지의 제왕: 왕의 귀환)
- 2004년 제9회 크리틱스 초이스 시상식 감독상 (반지의 제왕: 왕의 귀환)
- 2004년 제61회 골든 글로브 시상식 드라마부문 작품상 (반지의 제왕: 왕의 귀환)
- 2004년 제61회 골든 글로브 시상식 감독상 (반지의 제왕: 왕의 귀환)
- 2004년 제30회 새턴상 최우수 감독상 (반지의 제왕: 왕의 귀환)
- 2004년 제30회 새턴상 최우수 각본상 (반지의 제왕: 왕의 귀환)
- 2004년 제30회 새턴상 최우수 DVD/BD 스페셜 에디션상 (반지의 제왕: 두 개의 탑)
- 2003년 제16회 시카고 영화 비평가 협회상 감독상 (반지의 제왕: 왕의 귀환)
- 2003년 센트럴오하이오 영화 비평가 협회상 감독상 (반지의 제왕: 왕의 귀환)
- 2003년 제29회 LA 영화 비평가 협회상 감독상 (반지의 제왕: 왕의 귀환)
- 2003년 캔자스시티 영화 비평가 협회상 감독상 (반지의 제왕: 왕의 귀환)
- 2003년 라스베이거스 영화 비평가 협회상 감독상 (반지의 제왕: 왕의 귀환)
- 2003년 주피터 어워드 외국영화상 (반지의 제왕: 왕의 귀환)
- 2003년 주피터 어워드 외국감독상 (반지의 제왕: 왕의 귀환)
- 2003년 제12회 MTV 무비 & TV 어워드 올해의 영화상 (반지의 제왕: 두 개의 탑)
- 2003년 온라인 영화 비평가 협회상 감독상 (반지의 제왕: 두 개의 탑)
- 2003년 제29회 새턴상 최우수 DVD/BD 스페셜 에디션상 (반지의 제왕: 반지 원정대)
- 2002년 캔자스시티 영화 비평가 협회상 감독상 (반지의 제왕: 두 개의 탑)
- 2002년 라스베이거스 영화 비평가 협회상 감독상 (반지의 제왕: 두 개의 탑)
- 2002년 뉴질랜드 공로 훈장 3등급(CNZM) 수훈[6]
- 2002년 주피터 어워드 외국영화상 (반지의 제왕: 반지 원정대)
- 2002년 주피터 어워드 외국감독상 (반지의 제왕: 반지 원정대)
- 2002년 제11회 MTV 무비 & TV 어워드 올해의 영화상 (반지의 제왕: 반지 원정대)
- 2002년 제55회 영국 아카데미 시상식 작품상 (반지의 제왕: 반지 원정대)
- 2002년 제55회 영국 아카데미 시상식 감독상 (반지의 제왕: 반지 원정대)
- 2002년 제28회 새턴상 최우수 감독상 (반지의 제왕: 반지 원정대)
- 2001년 캔자스시티 영화 비평가 협회상 감독상 (반지의 제왕: 반지 원정대)
- 2001년 라스베이거스 영화 비평가 협회상 감독상 (반지의 제왕: 반지 원정대)
- 1997년 포르투갈 판타스포르투 관객상 (포가튼 실버)
- 1996년 제16회 런던 영화 비평가 협회상 감독상 (천상의 피조물)
- 1994년 제51회 베네치아 국제 영화제 은사자상 (천상의 피조물)
- 1993년 포르투갈 판타스포르투 작품상 (데드 얼라이브)

## 참고 문헌

### 내용주
1. ↑  뉴질랜드 공로 훈장 1등급과 2등급 수훈자는 기사 칭호(Knighthood / Damehood)를 함께 받는다.

### 참조주
1. 1 2 3 4  “New Year Honours List 2010”. 《뉴질랜드 총리내각부》 (영어). 2009년 12월 31일.
2. ↑  이미아 (2009년 12월 31일). “‘반지의 제왕’ 피터 잭슨 감독 기사작위 받아”. 《한국경제》.
3. 1 2  “The Queen's Birthday and Diamond Jubilee Honours List 2012”. 《뉴질랜드 총리내각부》 (영어). 2012년 6월 4일.
4. ↑  McLintock, Penny (2011년 5월 25일). “Jackson behind War Memorial display”. 《오스트레일리아 방송 협회》.
5. ↑  Lee, Ashley (2016년 11월 24일). “Peter Jackson's 'Mortal Engines' Gets December 2018 Release”. 《The Hollywood Reporter》. 2016년 12월 7일에 확인함.
6. ↑  “New Year Honours List 2002”. 《뉴질랜드 총리내각부》 (영어). 2001년 12월 31일.